# 加拿大国家公园
加拿大国家公园（英語：National parks of Canada）是加拿大建立在全国各地，以保护不同地域特征的自然空间，由加拿大公园管理局管理，在不破坏园内野生动物栖息地的情况下可以供市民使用，包括国家公园、国家海洋保护区域和国家地标。
加拿大的第一个该公园成立于1885年，位于班夫。